# Przodkowo (gromada)
Przodkowo – dawna gromada, czyli najmniejsza jednostka podziału terytorialnego Polskiej Rzeczypospolitej Ludowej w latach 1954–1972.
Gromady, z gromadzkimi radami narodowymi (GRN) jako organami władzy najniższego stopnia na wsi, funkcjonowały od reformy reorganizującej administrację wiejską przeprowadzonej jesienią 1954 do momentu ich zniesienia z dniem 1 stycznia 1973, tym samym wypierając organizację gminną w latach 1954–1972.
Gromadę Przodkowo z siedzibą GRN w Przodkowie utworzono – jako jedną z 8759 gromad na obszarze Polski – w powiecie kartuskim w woj. gdańskim na mocy uchwały nr 17/III/54 WRN w Gdańsku z dnia 5 października 1954. W skład jednostki weszły obszary dotychczasowych gromad Przodkowo i Kosowo oraz szereg parcel z obrębu katastralnego Kłosowo z dotychczasowej gromady Kłosowo – ze zniesionej gminy Przodkowo, obszar dotychczasowej gromady Kobysewo (bez obszaru szeregu parcel katastralnych) ze zniesionej gminy Kartuzy oraz parcele Nr Nr 128, 129, 131, 132, 133, 134, 135, 136, 169/138, 170/137, 171/23, 172/124 i 173/126 z obrębu kat. Małkowo z dotychczasowej gromady Żukowo ze zniesionej gminy Żukowo w tymże powiecie. Dla gromady ustalono 19 członków gromadzkiej rady narodowej.
1 stycznia 1958 do gromady Przodkowo włączono obszar zniesionej gromady Hopy (bez obszaru wsi Wilanowo położonego na północ od drogi wiodącej ze wsi Trzy Rzeki na zachód do Wilanowa-Barwik) w tymże powiecie.
1 stycznia 1960 do gromady Przodkowo włączono miejscowości Kłosówko i Kłosowo ze zniesionej gromady Czeczewo w tymże powiecie.
1 stycznia 1962 do gromady Przodkowo  włączono obszar zniesionej gromady Pomieczyno w tymże powiecie.
Gromada przetrwała do końca 1972 roku, czyli do kolejnej reformy gminnej. 1 stycznia 1973 w powiecie kartuskim w woj. gdańskim reaktywowano zniesioną w 1954 roku gminę Przodkowo (od 1999 w woj. pomorskim).